# زلفکانت
زلفکانت (به آلمانی: Selfkant) یک شهر در آلمان است که در هاینسبرگ واقع شده‌است. زلفکانت ۱۰٬۲۶۱ نفر جمعیت دارد.

## خواهرخوانده
شهرهای لیشت اوف زیلت، گرلیتز و اوبرشتدورف خواهرخوانده‌های زلفکانت هستند.